# Liste der Orte in der kreisfreien Stadt Frankenthal (Pfalz)

Wappen Frankenthal (Pfalz)

Die Liste der Orte in der kreisfreien Stadt Frankenthal (Pfalz) enthält alle Gemeindeteile der kreisfreien Stadt Frankenthal (Pfalz) in Rheinland-Pfalz.
- Frankenthal (Pfalz), kreisfreie Stadt (Laufende Nr. des Gemeindeteiles)
  - Ormsheimerhof (0101)
  - Eppstein (Frankenthal) (Ortsbezirk) (0200)
  - Zum Petershof (0201)
  - Flomersheim (Ortsbezirk) (0300)
  - Hahnenhof (Frankenthal) (0301)
  - Oben am Martinspfad (0302)
  - Mörsch (Frankenthal) (Ortsbezirk) (0400)
  - Petersau (0401)
  - Studernheim (Ortsbezirk) (0500)